# Marjorie McClelland
Marjorie Helen McClelland (* 17. August 1913; † 12. Juni 1978; geborene Marjorie Helen Miles) war eine US-amerikanische Kinderpsychologin und Judenretterin.

## Leben
Marjorie McClelland war eine Tochter des Experimentalpsychologen Walter Miles. Ihre Mutter Elizabeth Kirk Miles starb, als sie noch ein Kind war. Sie absolvierte die Stanford University, arbeitete an der University of Cincinnati und Yale University im Bereich Kinderpsychologie und wurde schließlich Direktorin der Schule für Kindertagesbetreuung in Manhattanville. 1938 heiratete sie Roswell McClelland.
Marjorie McClelland war Quäkerin und mit Mitgliedern der Quäker-Hilfsorganisation American Friends Service Committee (AFSC) befreundet. Das AFSC suchte während des Zweiten Weltkriegs nach Mitarbeiterinnen und Mitarbeitern, die in Europa tätig werden sollten. Die Organisation engagierte das Ehepaar McClelland, das im August 1940 zunächst für ein Monat nach Lissabon ging. Darauf folgte ein einjähriger Aufenthalt in Rom, wo die McClellands ein Büro für Flüchtlingshilfe aufbauten. Dieses musste im August 1941 seine Pforten schließen. Die McClellands arbeiteten daraufhin für das noch bestehende AFSC-Büro in Marseille, wo sie verschiedene Aufgaben übernahmen.
Deutsche Flüchtlinge jüdischer Herkunft wurden in Frankreich als feindliche Ausländer interniert. Eine Aktion unter der Federführung des U.S. Committee for the Care of European Children (USCOM) zielte darauf, jüdischen Flüchtlingskindern aus den Lagern die Ausreise in die Vereinigten Staaten zu ermöglichen. Für die Auswahl der Kinder sollte das AFSC zuständig sein. Marjorie McClelland übernahm diese Aufgabe und fuhr zu diesem Zweck im Sommer 1942 von Lager zu Lager. Rund 250 Kindern wurde es dadurch ermöglicht, über Lissabon in die Vereinigten Staaten zu kommen. Eine Ausweitung des Programms scheiterte an den unterbrochenen diplomatischen Beziehungen zwischen den Vereinigten Staaten und Frankreich nach der Operation Torch, der britisch-amerikanischen Invasion Französisch-Nordafrikas.
Die McClellands übersiedelten im Spätsommer 1942 nach Genf, wo sie die Leitung des dortigen AFSC-Büros übernahmen. Im Februar 1943 wurde ihr erstes von vier Kindern geboren. Als Roswell McClelland im April 1944 für das War Refugee Board in Bern zu arbeiten begann, leitete Marjorie McClelland das Genfer AFSC-Büro alleine. Dafür hatte sie ein Jahresbudget von lediglich 32.000 US-Dollar zur Verfügung. Die McClellands verließen die Schweiz 1949. Roswell McClelland begann eine diplomatische Laufbahn, die sie nach Spanien, Senegal, Rhodesien, Griechenland und Niger führte.
Der schriftliche Nachlass des Ehepaars McClelland, die Roswell and Marjorie McClelland papers, befindet sich im United States Holocaust Memorial Museum.